# Quercus kingiana
Quercus kingiana Craib – gatunek roślin z rodziny bukowatych (Fagaceae Dumort.). Występuje naturalnie w Mjanmie, północnej Tajlandii oraz południowych Chinach (w zachodniej części Junnanu). 

## Morfologia
PokrójZimozielone drzewo dorastające do 12 m wysokości.
LiścieBlaszka liściowa ma eliptyzny kształt. Mierzy 7–11 cm długości oraz 3–5 cm szerokości, jest ząbkowana przy wierzchołku, ma zaokrągloną nasadę i ogoniasty wierzchołek. Ogonek liściowy jest omszony i ma 10–15 mm długości.
OwoceOrzechy zwane żołędziami o elipsoidalnym kształcie, dorastają do 20 mm długości i 15 mm średnicy. Osadzone są pojedynczo w miseczkach o dzwonkowatym kształcie, które mierzą 15 mm długości i 20 mm średnicy. Orzechy otulone są w miseczkach do 50–65% ich długości.

## Biologia i ekologia
Rośnie w lasach mieszanych. Występuje na wysokości od 800 do 1600 m n.p.m.